# Podabrus kishii
Podabrus kishii es una especie de coleóptero de la familia Cantharidae.

## Distribución geográfica
Habita en Japón.